# Берне-Сен-Мартен
Берне́-Сен-Марте́н (фр. Bernay-Saint-Martin) — коммуна во Франции, находится в регионе Пуату — Шаранта. Департамент коммуны — Шаранта Приморская. Входит в состав кантона Луле. Округ коммуны — Сен-Жан-д’Анжели.
Код INSEE коммуны — 17043.

## Население
Население коммуны на 2010 год составляло 763 человека.
| 1962 | 1968 | 1975 | 1982 | 1990 | 1999 | 2010 |
| ---- | ---- | ---- | ---- | ---- | ---- | ---- |
| 781  | 711  | 611  | 608  | 657  | 647  | 763  |

## Экономика
В 2010 году среди 450 человек трудоспособного возраста (15—64 лет) 307 были экономически активными, 143 — неактивными (показатель активности — 68,2 %, в 1999 году было 62,8 %). Из 307 активных жителей работали 280 человек (161 мужчина и 119 женщин), безработных было 27 (13 мужчин и 14 женщин). Среди 143 неактивных 35 человек были учениками или студентами, 49 — пенсионерами, 59 были неактивными по другим причинам.